# الأتريباتس

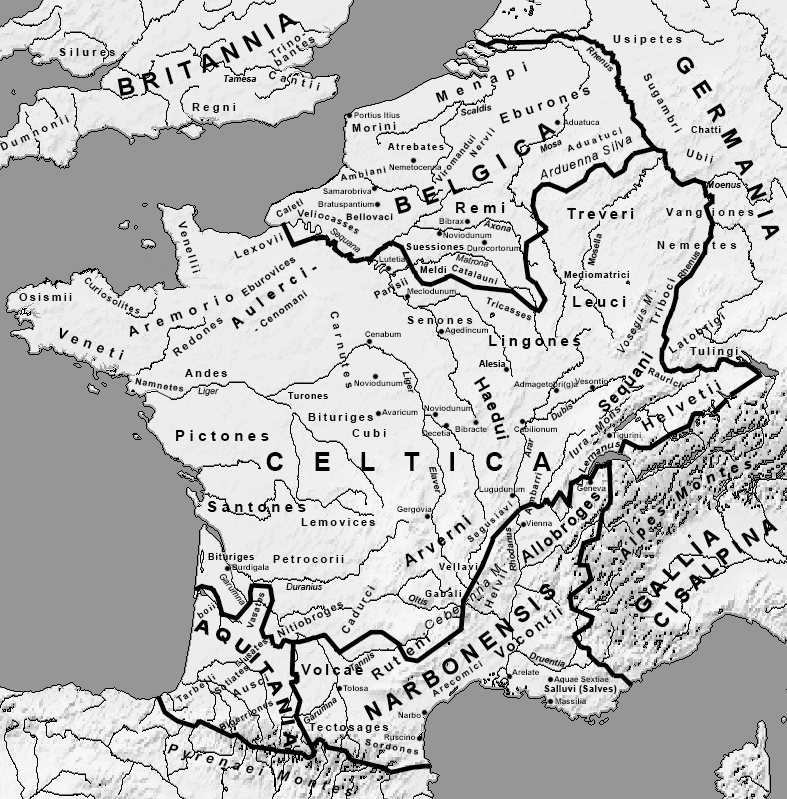
خريطة موقع الأتريباتس في بلاد الغال

الأتريباتس كانت قبيلة تقع في أقصى جنوب انجلترا، على طول مواقع هامبشير (مقاطعة) وساسكس، لكن شيئًا واحدًا غير واضح عنهم، وهو أصلهم؛ مثل العديد من القبائل في بريطانيا. كان لديهم قبيلة نظيرة في بلاد الغال لم يتم تسجيل ما إذا كانت هذه القبيلة بدأت وجودها في موقع بريطانيا وانتهت بتوسيعها إلى بلاد الغال، أو العكس بالعكس، ومع بدء معظم القبائل الحياة في أوروبا قبل التوسع إلى بريطانيا، ويبدو من المرجح أن الأخير هو الافتراض الأكثر منطقية حسب ما قيل

.
وبسبب موقعها في بريطانيا، كانت الأتريباتس واحدة من القبائل الأكثر نجاحًا وأيضًا واحدة من أكثر المتحضرين. لسنوات عديدة قبل وصول الرومان؛ كانوا يتاجرون مع القبائل في أوروبا. في الواقع عندما أخذ الرومان بلاد الغال، رأى الأتريباتس ذلك فرصة لمزيد من التجارة، وبالتالي المزيد من انتاجها من الملابس وكلاب الصيد والمواد التي ستكون مفيدة لهم، وخاصة للجيش. وقد مكنت الاتصالات التي تجرى بالقرب من المياه من أخذ أفكار جديدة، مما أعطاهم ميزة في تطوير ثقافتهم

.

## الأتريباتس والرومان
في عامي 55 ق.م و54 ق.م، أرسل يوليوس قيصر الجحافل الرومانية إلى بريطانيا على قرية ميسون واتخذ كوموس دورا رئيسيا ضد يوليوس قيصر عن طريق العمل كسفير للقبائل البريطانية الذين عارضوا الجنرال الروماني. تحول كوموس في وقت لاحق ضد أصدقائه السابقين وقاد الأتريباتس في محاولة فاشلة للإطاحة بفرسن جتريكس خلال معركة أليسيا في عام 53 ق.م. يعد ذلك فرَّ كوموس من بلده في عام 51 ق.م، ولكن لا تزال تبقي علاقاته مع بريطانيا مفتوحة

.